# Torflinse
Eine Torflinse, auch Moorlinse genannt, ist ein meist kleines, im Querschnitt linsenförmiges Moorgebiet, das allerdings freiäugig nur selten als solches zu erkennen ist.
Torflinsen finden sich vor allem in Niederungsgebieten der Urstromtäler des Mitteleuropäischen Tieflands wie in Norddeutschland, in den Niederlanden, Belgien und in Polen.

## Entstehung und Namensherkunft
Die meisten Torflinsen sind in kleinen Senken als Niedermoore entstanden und haben sich im Laufe von oft mehreren Jahrtausenden zu Hochmooren entwickelt. Die Bildung in sandigen oder tonigen Senken führt zu Querschnitten in Form einer Linse, was auch den Namen erklärt.
Viele dieser Moorgebiete wurden in den letzten Jahrhunderten entweder nur teilweise abgetorft bzw. umgegraben, oder man hat sie mit Erde oder Sand überdeckt. Daher ist oder war oft nicht erkennbar, dass sie eine Gefahr für die Stabilität einer Bebauung darstellen.

## Gefahren und Auffindung
Werden Gebäude oder Verkehrsanlagen auf einer Torflinse errichtet, ohne für eine entsprechend tiefe Gründung der Fundamente zu sorgen, so droht ein späteres Absacken der Baukörper mit entsprechender Bildung von Setzungsrissen.
Im Regelfall werden Torflinsen erst durch diese Bodensetzungen beim Gebäude- oder Straßenbau entdeckt. Selbst dann ist es aufwändig, ihre räumliche Ausdehnung festzustellen, weil sie kleinflächig zwischen Ton- und Sandschichten in unterschiedlichen Stärken auftreten können. Bei konkretem Verdacht kann die Erkundung geotechnisch erfolgen, etwa mit einem Lastplatten-Druckversuch.

## Beispiele
- Die Stadt Rungholt wurde auf einer Torflinse errichtet und ging in der Zweiten Marcellusflut am 16. Januar 1362 aufgrund des sich absenkenden Grundes unter.
- Auch wurden Abschnitte der Bahnstrecke Neumünster–Flensburg (Kursbuchstrecke 131) auf einer Torflinse erbaut, was nach der Absenkung des Bahnkörpers eine Reduzierung der Streckengeschwindigkeit und aufwendige Sanierungsarbeiten notwendig machte.

- Eine Torflinse wurde dem Architekten Andreas Schlüter (1660–1714) zum Verhängnis. Sein Münzturm vor dem Berliner Schloss fiel einige Tage nach der Eröffnung in sich zusammen, was den preußischen König Friedrich erboste und das Ende von Schlüters Karriere einleitete.

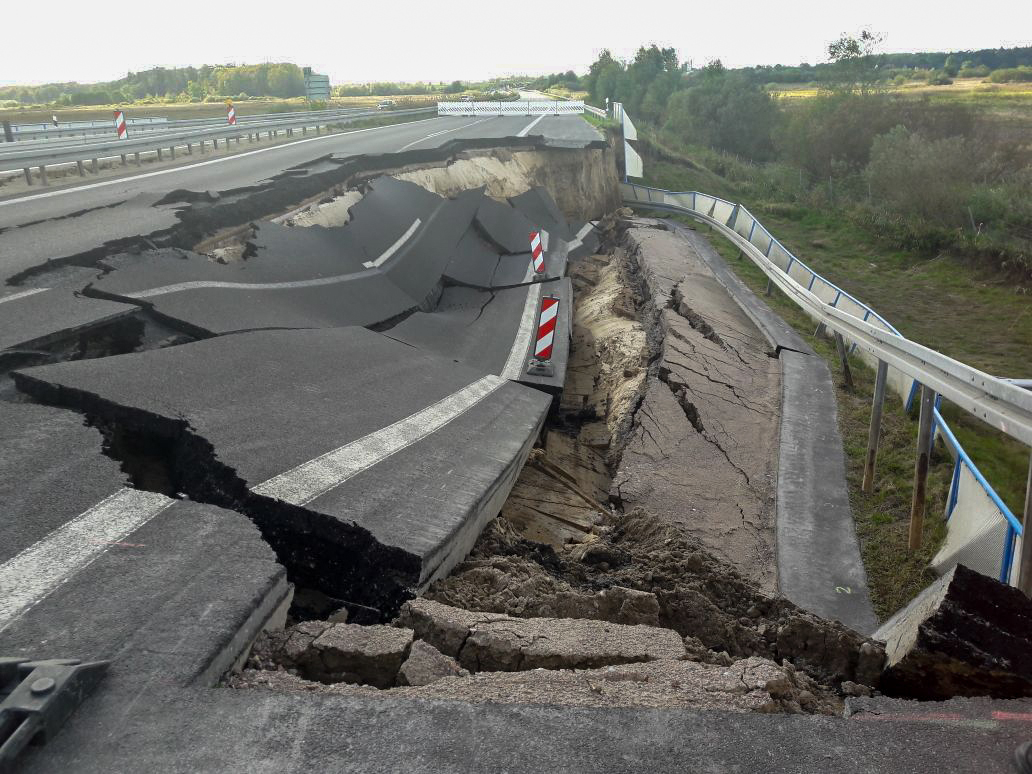
Abgesacktes Teilstück der A 20 im Oktober 2017

- 2017 sackte bei Tribsees die Fahrbahn der Bundesautobahn 20 in Richtung Westen auf etwa 100 Metern Länge um einen halben Meter in den moorigen Untergrund ab und wurde daraufhin im September 2017 gesperrt. Für die Reparatur wurden mindestens zwei Jahre veranschlagt.[1] Bis Oktober 2017 sackte die betroffene Fahrbahn an dieser Stelle auf 40 Metern Länge um mehr als zweieinhalb Meter ab und wurde dadurch auf ganzer Breite stückweise zerstört. Ursache für den Vorfall ist laut Verkehrsminister Christian Pegel, dass die Autobahn bei Tribsees über einer Torflinse verläuft, die mit kleinen Betonkernen stabilisiert worden war. Diese haben möglicherweise der Last nicht standgehalten, die genaue Ursache soll ermittelt werden.[2]